# Reprezentacja Polski w skokach narciarskich 2006/2007
Reprezentacja Polski w skokach narciarskich 2006/07
Kadra A
Zawodnicy:
- Marcin Bachleda (AZS-AWF Katowice)
- Stefan Hula (Sokół Szczyrk)
- Adam Małysz (KS Wisła Ustronianka)
- Robert Mateja (Wisła Zakopane)
- Kamil Stoch (Poroniec Poronin)
- Rafał Śliż (KS Wisła Ustronianka)
- Piotr Żyła (KS Wisła Ustronianka)

Sztab szkoleniowo-przygotowawczy
- trener główny: Hannu Lepistö
- asystent trenera: Łukasz Kruczek

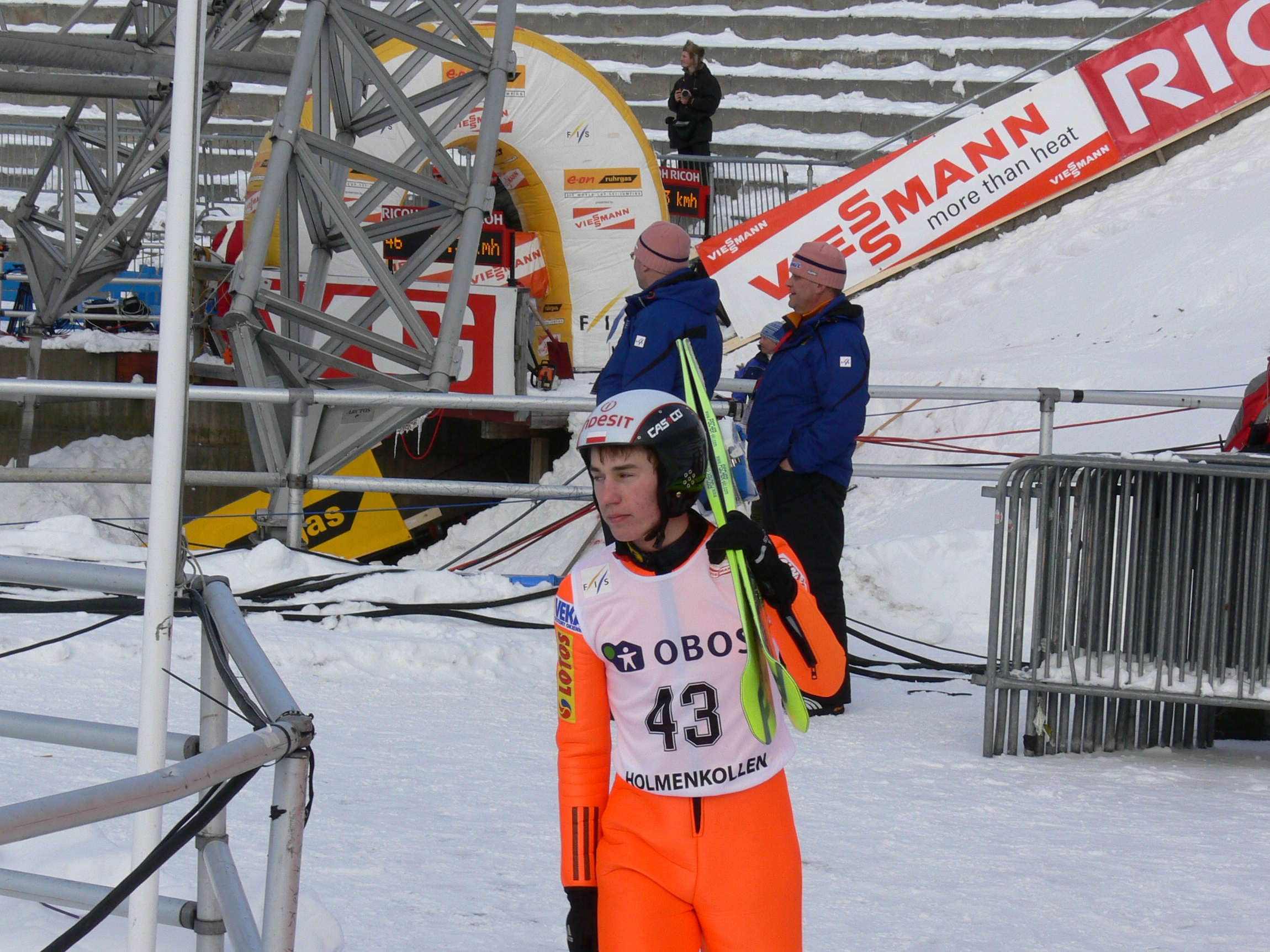
Kamil Stoch – kadra A

- asystent trenera: Zbigniew Klimowski
- biomechanik: Piotr Krężałek
- fizjoterapeuta: Rafał Kot
- lekarz: Aleksander Winiarski
- serviceman: Krzysztof Janik

Kadra B
Zawodnicy:
- Krystian Długopolski (AZS-AWF Katowice)
- Dawid Kowal (Start Krokiew Zakopane)
- Tomasz Pochwała (AZS-AWF Katowice)
- Łukasz Rutkowski (Wisła Zakopane)
- Wojciech Skupień (Wisła Zakopane)
- Tomisław Tajner (AZS-AWF Katowice)
- Wojciech Tajner (KS Wisła Ustronianka)
- Sebastian Toczek (Start Krokiew Zakopane)

Sztab szkoleniowo-przygotowawczy
- trener: Piotr Fijas
- trener współpracujący: Kazimierz Długopolski
- fizjoterapeuta: Jakub Michalczuk
- biomechanik: Piotr Krężałek
- lekarz: Aleksander Winiarski
- lekarz: Stanisław Ptak

Kadra młodzieżowa
Zawodnicy:
- Piotr Byrt (KS Wisła Ustronianka)
- Mateusz Cieślar (KS Wisła Ustronianka)
- Wojciech Gąsienica-Kotelnicki (Start Krokiew Zakopane)
- Maciej Kot (Start Krokiew Zakopane)
- Dawid Kubacki (Wisła Zakopane)
- Mateusz Kukuczka (KS Wisła Ustronianka)
- Krzysztof Miętus (Start Krokiew Zakopane)
- Jan Ziobro (WKS Zakopane)

Sztab szkoleniowo-przygotowawczy
- trener: Adam Celej
- trener współpracujący: Józef Jarząbek
- biomechanik: Piotr Krężałek
- lekarz: Aleksander Winiarski
- lekarz: Stanisław Ptak

## Zgrupowania i treningi reprezentacji 2006/07
(poza zawodami)
- 22 – 27 maja 2006 –  Zakopane, kadry A, B, młodzieżowa, Mateusz Rutkowski, Paweł Urbański
- 5 – 9 czerwca –  Ramsau, kadry A, B
- 13 czerwca  Zakopane, kadry A, B, Mateusz Rutkowski (trening przed Pucharem Doskonałego Mleka)

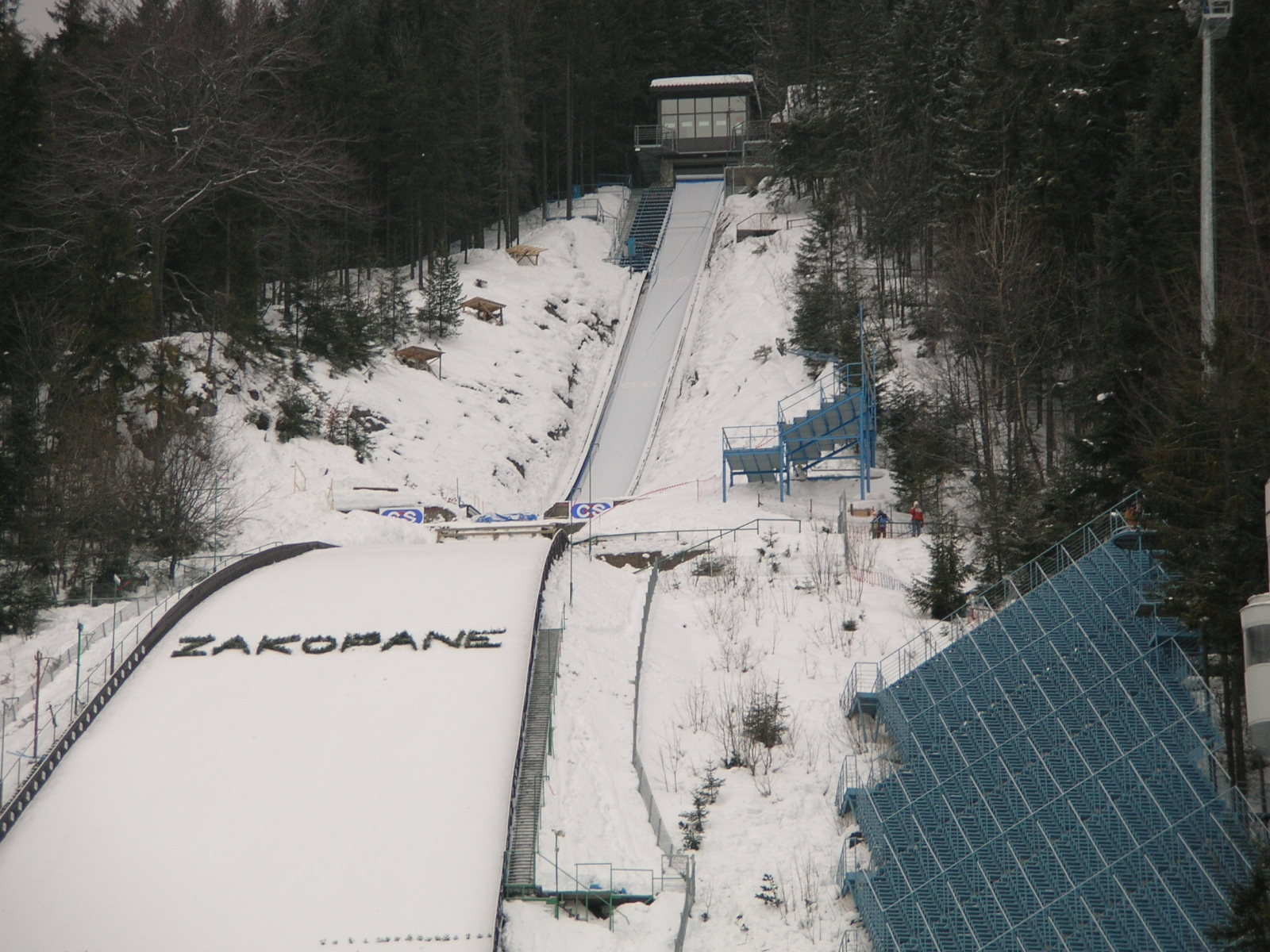
Wielka Krokiew w Zakopanem

- 27 czerwca – 7 lipca –  Rożnow, kadra młodzieżowa, Klimek Murańka, Kamil Skrobot
- 2 – 7 lipca –  Villach i  Velenje – kadra B, Mateusz Rutkowski
- 3 – 7 lipca –  Einsiedeln, kadra A
- 12 lipca –  Zakopane, kadry A, B
- 18 – 21 (?) lipca –  Zakopane, kadra młodzieżowa
- 18 – 20 lipca –  Ramsau, kadra B
- 21 lipca –  Zakopane, kadra A
- 24 – 28 lipca –  Kuusamo, kadra A
- 25 lipca –  Zakopane, kadra B, Mateusz Rutkowski, Paweł Urbański
- 1 sierpnia – 15 (?) –  Harrachov, kadra młodzieżowa
- 22 - 26 sierpnia –  Zakopane, kadry A, B
- 30 sierpnia –  Zakopane, kadry A, B
- 5 września –  Zakopane, kadra A
- 11 września - 18 (?)  Klingenthal, kadra A
- 20 września –  Zakopane, kadry A, B
- 25 - 27 września –  Zakopane, kadra A
- 10 (?) - 14 października -  Zakopane, kadra A
- 17 października -  Zakopane, kadra A
- 23 - 29 października -  Predazzo, kadra A, B
- 5 - ? listopada -  Zakopane, kadra B
- 7 - 12 listopada -  Rovaniemi i Kuusamo, kadra A
- 18 - 23 listopada -  Lahti i Kuusamo, kadra A
- ? - ? listopada -  Ramsau, kadra B
- 7 - 11 grudnia -  Kuusamo i Rovaniemi, kadry A, B